# Microtea tenuifolia
Microtea tenuifolia är en tvåhjärtbladig växtart som beskrevs av Horace Bénédict Alfred Moquin-Tandon. Microtea tenuifolia ingår i släktet Microtea och familjen Microteaceae. Inga underarter finns listade i Catalogue of Life.